# Мешко Мешкович
Мешко Мешкович (пол. Mieszko Mieszkowic; ум. после 992 года) — князь из династии Пястов, сын Мешко I и Оды.
О его жизни мало что известно из-за недостатка источников. Известно только, что был упомянут в тексте Dagome Iudex. После смерти отца был изгнан своим братом Болеславом.
Мешко Мешкович или его брат Лямберт Мешкович был отцом Дитриха, но который из них — точно неизвестно.